# Hitlers zweites Buch
Hitlers zweites Buch ist ein zu Lebzeiten unveröffentlichtes Manuskript Adolf Hitlers, das 1928 entstand. Es handelt sich um einen Entwurf für eine Fortsetzung von Mein Kampf, in dem Hitler sich zum Teil mit neuen Themen befasst.

## Geschichte
Nach dem enttäuschenden Abschneiden der NSDAP bei der Reichstagswahl 1928 sah Hitler den Grund für diesen Misserfolg im unzureichenden Verständnis seiner Ideen in der Öffentlichkeit. Er zog sich nach München zurück, um eine Fortsetzung von Mein Kampf zu diktieren, in der es vor allem um außenpolitische Fragen gehen sollte. Grundlage war nach wie vor die Weltanschauung von Mein Kampf, aus der Hitler schloss, es würde um 1980 zu einem Endkampf um die Weltherrschaft zwischen den Vereinigten Staaten und den verbündeten Streitkräften von Großdeutschland und dem britischen Empire kommen.
Die Ursprünge des Zweiten Buches lassen sich auf eine der Hauptfragen der Reichstagswahl 1928 zurückverfolgen. In Südtirol, das nach dem Ersten Weltkrieg unter italienische Herrschaft kam, hatte die Regierung Mussolini eine Politik der zwangsweisen Italienisierung gegen den Willen der deutschsprachigen Bevölkerungsmehrheit angeordnet. Vor der Reichstagswahl 1928 äußerte der Vorsitzende der DVP, Außenminister Gustav Stresemann, die Ansicht, mit einer deutlichen (diplomatischen) Abwehrhaltung gegen die Politik der Italienisierung seien Wählerstimmen zu gewinnen. Diese Ansicht teilten alle politischen Parteien außer der NSDAP, und sie folgten dem Vorbild Stresemanns, indem sie versuchten, sich mit möglichst starken Verurteilungen der Behandlung der Südtiroler durch Mussolinis Regierung zu überbieten. Als Hitler öffentlich bekannte, dass Deutschland Italien als Bündnispartner benötige und die deutsche Regierung deshalb zur Südtirolfrage keine Stellung beziehen sollte, wurde er von den anderen Parteien scharf verurteilt. Selbst in der Führung der NSDAP hatten viele Schwierigkeiten mit Hitlers Position. Das Zweite Buch sollte zunächst Hitlers Meinung erläutern, der zufolge Deutschland nicht die Vertretung der deutschsprachigen Bevölkerung Südtirols übernehmen sollte. 
Hitler kritisierte Stresemann auch für sein Ziel, Deutschland wieder in den status quo von Anfang 1914 zurückzuführen. Hitler zufolge waren die bloße Revision der Versailler Verträge und die Wiederherstellung der Grenzen von 1914 Probleme zweiten Ranges. Im Zweiten Buch erklärte Hitler den fehlenden „Lebensraum“ des deutschen Volkes zum drängendsten Problem Deutschlands, da er ausreichenden „Lebensraum“ als Grundbedingung für nationale Größe ansah. Die Befreiung von den „Fesseln“ von Versailles könne nur der erste Schritt einer nationalsozialistischen Außenpolitik sein, deren vorrangiges und letztendliches Ziel es sein müsse, auf russischem Territorium neuen Lebensraum zu erobern (vgl. Nationalsozialistische Europapläne).
Nur zwei Exemplare des ursprünglich rund 200 Seiten umfassenden Manuskripts wurden angefertigt. Das Zweite Buch wurde 1928 nicht veröffentlicht, weil der Verkauf von Mein Kampf schleppend verlief und der Franz-Eher-Verlag den Autor wissen ließ, dass eine weitere Buchveröffentlichung zu diesem Zeitpunkt den Verkauf eher noch behindern würde. Als der Verkauf von Mein Kampf infolge der Reichstagswahl 1930 wieder anstieg, befand Hitler, dass das Zweite Buch zu viele seiner außenpolitischen Absichten verrate. Auf Hitlers Befehl wurde das Manuskript ab 1935 in einem Luftschutzbunker aufbewahrt; es wurde dort 1945 von einem amerikanischen Offizier entdeckt. Für die Echtheit des Buches bürgten Josef Berg, der ehemalige RSK-Landesleiter für Bayern und Prokurist des NSDAP-eigenen Eher-Verlags, sowie Telford Taylor, ehemaliger Brigadegeneral der US Army und Hauptankläger bei den Nürnberger Prozessen. 1958 entdeckte Richard Bauer das Manuskript in der National Archives and Records Administration.

## Inhalt

### Lebensraum
In den ersten beiden Kapiteln begründet Hitler die Bedeutung der Eroberung von Lebensraum als zentrales Motiv der nationalsozialistischen Bewegung.
Den Beginn bildet der „Kampf um das tägliche Brot“ als Grundlage der menschlichen Gesellschaft, aus der die erforderliche Übereinstimmung zwischen der Bevölkerungszahl und der Größe des Lebensraumes eines Volkes folgt. Bei einem Missverhältnis setze Degeneration und Niedergang eines Volkes ein. Den Kampf um ausreichenden Lebensraum erhebt er zu einem zentralen Grundprinzip der menschlichen Geschichte. Dieser Kampf kann für Hitler nur militärisch ausgefochten werden.
Als Alternativen zum Kampf um Lebensraum sieht er Geburtenkontrolle, Auswanderung, um die Bevölkerungszahl zu senken, die Steigerung der Lebensmittelproduktion und den Export, um die Nahrungsmittel kaufen zu können.
All diese Alternativen verwirft er im Weiteren. Geburtenkontrolle und Auswanderung lehnt er als Schwächung des Volkes ab. Die Steigerung der Lebensmittelproduktion sieht er als nicht ausreichend durchführbar. Den Export verwirft er, da er zu einem verschärften Kampf um Absatzmärkte mit anderen Nationen führt und daher nur in die Situation führen könne, in der Deutschland 1914 stand. Auf diese Überlegungen kommt Hitler in den weiteren Kapiteln zurück und wiederholt sie mehrfach.

### Außenpolitik
Die weiteren Kapitel behandeln die künftige nationalsozialistische Außenpolitik, die dem Kampf um Lebensraum dient. Wie in Mein Kampf erklärt Hitler auch im Zweiten Buch die Juden zu seinen und des deutschen Volkes ewigen und gefährlichsten Feinden und umreißt seinen politischen „Stufenplan“. Dieser Begriff wurde allerdings nie von Hitler selbst verwendet, sondern vom Historiker Andreas Hillgruber in seinem Buch Hitlers Strategie (1965) geprägt. Dieser Plan enthält drei Stufen, deren erste die Revision von Versailles sowie Bündnisse mit dem faschistischen Italien und dem britischen Weltreich sein sollten. In der zweiten sollten – im Bündnis mit Italien und Großbritannien – Frankreich und dessen etwaige Verbündete in Mittel- und Osteuropa (die Tschechoslowakei, Polen, Rumänien und Jugoslawien) in einer Reihe von Blitzkriegen niedergeworfen werden. Die dritte Stufe schließlich würde ein Krieg zur Auslöschung der von Hitler als „jüdisch-bolschewistisch“ bezeichneten Sowjetunion sein.
Im Vergleich zu Mein Kampf wird im Zweiten Buch der „Stufenplan“ um eine vierte Stufe erweitert. War zuvor noch die Sowjetunion der internationale Hauptfeind gewesen, so lässt der Autor dies jetzt zwar noch mittelfristig gelten, sieht aber zugleich auf lange Sicht die Auseinandersetzung mit den USA als gefährlichstem Gegner als unabwendbar an. Dieser „Endkampf“ würde, wie eingangs geschildert, um 1980 herum stattfinden. Zwischen 1924 und 1928 hatten sich Hitlers Ansichten über Amerika also tiefgreifend verändert.
In Mein Kampf waren die USA nur gelegentlich geringschätzig erwähnt worden, als eine „rassisch verkommene“ Gesellschaft, die dem Untergang entgegensehe. Dagegen erscheinen die Vereinigten Staaten im Zweiten Buch als eine dynamische, „rassisch erfolgreiche“ Gesellschaft, die Eugenik und Rassentrennung praktiziere und eine vorbildliche Einwanderungspolitik auf Kosten „minderwertiger“ Einwanderer aus Süd- und Osteuropa betreibe. Woher diese gewandelte Einschätzung zwischen 1924 und 1928 rühren mag, ist unbekannt. Historiker haben darauf hingewiesen, dass Hitler über die Welt außerhalb Deutschlands notorisch schlecht informiert war und zu Zeiten der Niederschrift von Mein Kampf (1924) wohl kaum etwas über die USA gewusst hat. Seinem eigenen Zeugnis nach hatte er sein Wissen über Amerika vor allem aus den Westernromanen Karl Mays bezogen. Dies scheint sich bis 1928 geändert zu haben; Hitler wird von Wohlstand und Industrialisierung in den USA ebenso gehört haben wie vom Einwanderungsgesetz von 1924, der Rassentrennung und davon, dass mehrere Bundesstaaten Eugenikbehörden hatten und die Zwangssterilisierung vermeintlich geistig zurückgebliebener Menschen praktizierten. Hitler erklärte seine Bewunderung für solche Maßnahmen sowie seinen Wunsch, Deutschland möge eine ähnliche Politik in größerem Maßstab betreiben.
Unter allen potenziellen Gegnern galten Hitler die USA als der gefährlichste. Dagegen betrachtete er die Engländer als eine „arische Bruderrasse“, die sich – im Gegenzug für Deutschlands Verzicht auf Flotten- und Kolonialpolitik – mit Deutschland verbünden würde. Frankreich würde sich selbst durch Mischung mit fremden Völkern schwächen. Was die Sowjetunion angeht, tat Hitler das russische Volk als slawische „Untermenschen“ ab, die zu jeglicher geistigen Leistung unfähig seien, wobei die sowjetische Regierung aus blutrünstigen, aber unfähigen jüdischen Revolutionären bestehe. Die Mehrheit der US-Amerikaner beschreibt er dagegen als „Arier“, obschon von einer jüdischen Plutokratie regiert. Es war allerdings genau diese Kombination „arischer Macht“ mit „jüdischer Regierung“, welche die USA Hitler so gefährlich erscheinen ließen.